# アロハ・フロム・ヘル
アロハ・フロム・ヘル（Aloha from Hell）は、ドイツ・バイエルン州アシャッフェンブルク出身のロック・バンドである。

## 概要
2006年、ヴィヴィの幼馴染であるフィリとその兄のモー、音楽専門学校で知り合ったアンディとマックスの5人によって結成された。
バンド名の由来はヴィヴィの「アロハというキュートな感じの言葉を入れたい」という主張に対し、「それじゃ可愛らしすぎるからロックっぽい言葉も入れてくれ」と他のメンバーが抗議したことから。
2007年、ドイツ語圏のティーン雑誌『Bravo』が主宰するコンテスト「Bravo's Newcomer Band Contest」で優勝し、翌年にメジャー・デビューを果たす。デビューして間もない時点で世界30カ国以上の私設ファンクラブが発足された。
2010年7月15日、メンバー間での音楽的な方向性の不一致により、解散。

## メンバー
- ヴィヴィ (Vivien Eileen "Vivi" Bauernschmidt、1992年11月10日 - ) - ボーカル
- モー (Moritz "Moo" Keith、1990年7月18日 - ) - ギター
- アンディ (Andreas "Andy" Gerhard、1987年4月28日 - ) - ギター
- マックス (Maximilian "Max" Forman、1991年6月17日 - ) - ベース
- フィリ (Felix "Feli" Keith、1993年5月26日 - ) - ドラム

## ディスコグラフィ

### スタジオ・アルバム
- 『ノー・モア・デイズ』 - No More Days to Waste (2009年、Universal Music)

### EP
- Aloha from Hell (2009年、Cherry Tree/Interscope)
- Can You Hear Me Boys EP (2010年、Universal Music)[2]

### シングル
- "Don't Gimme That" (2008年)
- "Walk Away" (2008年)
- "No More Days to Waste" (2009年)
- "Can You Hear Me Boys" (2009年)